# Heinrich Leutemann

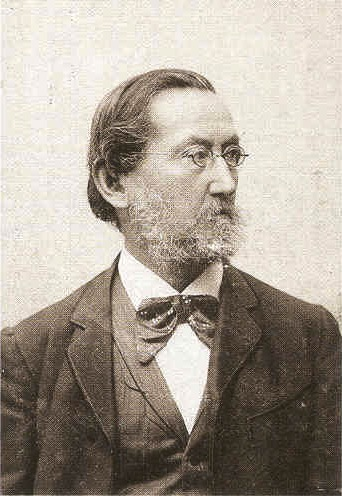
Heinrich Leutemann, ca 1880

Gottlob Heinrich Leutemann (Leipzig, 8 de octubre de 1824-Chemnitz, 14 de diciembre de 1905) fue un artista e ilustrador de libros alemán. Estudió en su ciudad natal.
Produjo litografías para carteles instructivos. En la década de 1850 trabajó en fotografías de animales para un Atlas zoológico. Con un profesor llamado A. Kirchoff, que escribió el texto, Leutemann produjo Imágenes gráficas de la vida nativa en tierras lejanas, que ilustran las razas típicas de la humanidad (1888). Se pretendía que fuera un estudio etnográfico para niños mayores, y el libro describía e ilustraba a los pueblos indígenas del mundo: los aborígenes de Australia, los papúes, los polinesios, los esquimales, los indios americanos, los hotentotes, los negros, los nubios, los árabes, los indios, los chinos y los japoneses.
También trabajó con temas clásicos; sus dibujos incluyen la Batalla de las Amazonas, la Acrópolis de Atenas y El astrónomo Ptolomeo colocando una piedra, según la autoridad del comentarista de Aristóteles Olimpiodoro (siglo VI). 
También es autor de un famoso cuadro sobre el saqueo de Roma por los vándalos de Genserico en 455.